# 조지 메이슨
조지 메이슨 4세(George Mason, 1725년 12월 11일~1792년 10월 7일)은 미국의 정치인이다.
헌법 제정 회의의 대표를 맡았으며, 미국 헌법 제정 회의 대의원으로 헌법에 서명을 거부한 3명의 대의원 중 한 명이다. 미국 권리 장전의 기본인 〈버지니아 권리 장전〉을 초안함으로써 ‘권리 장전의 아버지’라고도 불린다.
 메이슨이 초안한 버지니아 권리 장전은 18세기의 자연권 사상을 집약적으로 성문화 한 것이며, 기본적 인권 사상을 세계 최초로 명문화했다. 미국 헌법 제정 시에는 기본적 인권 보장이 명시되지 않았기 때문에 반연방주의자인 패트릭 헨리와 함께 서명을 거부했다. 메이슨은 헌법에 인권 선언을 추가할 것을 주장하여 1791년에 수정 제1조에서 수정 제10조까지의 수정 조항으로 추가되었다.
메이슨은 노예 소유자였지만, 노예 제도의 폐지에 찬성했다. 메이슨은 노예 제도를 "우리 인민의 지성과 도덕을 지속적으로 오염시키는 지효성 독약이다"라고 비판했다. 하지만 반면에, 헌법에서 노예 제도에 대해 언급하는 것에 대해서는 노예 제도를 긍정하는 입장도, 부정하는 입장에도 반대했다.

## 생애
1725년 12월 11일, 메이슨은 버지니아 식민지 페어팩스 카운티에 있는 플랜테이션에서 태어났다. 아버지 조지 메이슨은 1735년에 포토맥 강에서 보트 전복 사고로 익사했다. 1750년 4월 4일, 메이슨은 앤 에일리벡과 결혼했다. 앤은 메릴랜드 식민지 찰스 카운티의 농장 출신으로 결혼 당시 17세였다. 메이슨 제거와 함께 버지니아 식민지 도그스 넥(현재 메이슨 넥)에 있는 메이슨의 땅에 살았다. 1759년에는 간스톤 하우스가 건설되고 거기서 살았다. 메이슨과 앤 사이에 12명의 아이들이 태어났다. 그리고 그중 9명이 성인기까지 살아남았다. 앤은 출산 합병증으로 1773년 3월 9일에 사망했다. 메이슨은 1780년 4월 11일에 세라 브렌트와 재혼했지만 아이는 태어난 않았다. 메이슨은 생애의 대부분을 통풍에 시달렸다.

## 정치
1776년, 메이슨은 윌리엄스 버그에서 개최된 버지니아 회의에 참석했다. 메이슨은 13개 식민지 최초의 인권 선언과 헌법을 초안했다. 버지니아 권리 장전은 1776년 6월 12일에 채택되었고, 이어 버지니아 연방 헌법이 6월 29일에 채택되었다. 사우스캐롤라이나 식민지의 임시 헌법을 제외하면 13개 식민지 최초의 독립 정부 수립이며, 세계 최초의 성문 헌법이 되었다. 이 헌법은 식민지 시대의 국왕 칙령을 받은 총독 통치의 쓰라린 경험에 비추어 정부 조직은 입법부 우위로 구성되었다.
1786년, 메이슨은 버지니아 연방 의회의 버지니아 연방 대표로 임명되었다. 메이슨은 1787년 5월에서 9월까지 필라델피아에서 개최된 미국 헌법 제정 회의(필라델피아 회의)에 참석했다. 1787년 9월 필라델피아 회의에서 정리된 헌법안은 연방 의회에 보고 되었고 연합 회의에서 각 연방에 비준을 위탁했다. 메이슨은 버지니아 비준 회의에 참가했지만, 패트릭 헨리 등과 함께 헌법에 인민의 여러 권리를 열거한 권리 장전이 없다는 것을 문제 삼았다. 버지니아에서는 새 정부 출범 이후에 인민의 제 권리 보장 등을 수정 조항으로 추가하는 부대 결의를 하였으며, 1788년 6월 25일에 근소한 차이로 비준을 할 수 있게 되었다. 이후 메이슨은 권리 장전의 추가를 계속 주장하였고, 1791년 12월 15일에 버지니아 권리 장전을 기반으로 하는 추가 조항이 비준되었다.

## 명예
1792년 10월 7일, 메이슨은 버지니아 메이슨 넥의 집 간스톤 저택에서 사망했다. 메이슨의 시신은 간스톤 저택의 부지에 매장되었다. 간스톤 하우스는 현재 관광 명소가 되었다.
1990년 8월 10일, 메이슨의 공적을 기리기 위해 조지 메이슨 기념관 건설이 결정되었다. 조지 메이슨 기념관은 워싱턴 DC의 동쪽 포토맥 공원에 건설되어 2002년 4월 9일에 제막되었다.
1957년에 설립 된 버지니아 페어팩스의 조지 메이슨 대학은 메이슨을 따서 이름을 따서 지어진 것이며, 켄터키 메이슨 카운티, 웨스트 버지니아 메이슨 카운티, 일리노이 메이슨 카운티 또한 메이슨의 이름을 따서 명명된 것들이다.

## 같이 보기
- 미국 건국의 아버지